# صدف‌خوار آمریکایی
صدف‌خوار آمریکایی (نام علمی: Haematopus palliatus) نام یک گونه از سرده صدف‌خوار است.